# Aloft Hotels
Aloft Hotels es una cadena hotelera establecida en América del Norte, propiedad de Marriott International. El primer hotel ha abierto sus puertas en el Aeropuerto Internacional Pierre Elliott Trudeau de Montreal en 2008.  A partir de aquel entonces, los hoteles Aloft han abierto en  Norteamérica y en el extranjero. La mayoría de los hoteles Aloft están ubicados en los centros de las ciudades o cerca de los aeropuertos. A partir del 31 de diciembre de 2018, cuenta 159 hoteles con 27, 352 habitaciones. Tiene un estilo de concepción de arquitectura moderna.

## Historia
Aloft Hotels fue concebido en 2005 por Amal Abdullah. El canal hotelero contaba ya varias marcas, como Sheraton, Westin y W Hotels, pero buscaba desarrollarse sobre un mercado de hoteles más contemporáneos. Starwood trabajo con la sociedad de arquitectura Rockwell Group y su fundador David Rockwell para concebir su diseño.  Para suscitar el interés por la marca antes su abertura en 2008, Starwood ha lanzado una visita virtual de los hoteles utilizando Second Life,  que permitió a los visitantes de desplazarse en un hotel típico de Aloft y de explorar sus aspectos detalladamente. Starwood ha vigilado los estadísticos del website, evaluado la recepción del público en funciones de las opiniones de los visitantes e integrado estas informaciones en la concepción de los futuros hoteles Aloft.   

## Localizaciones

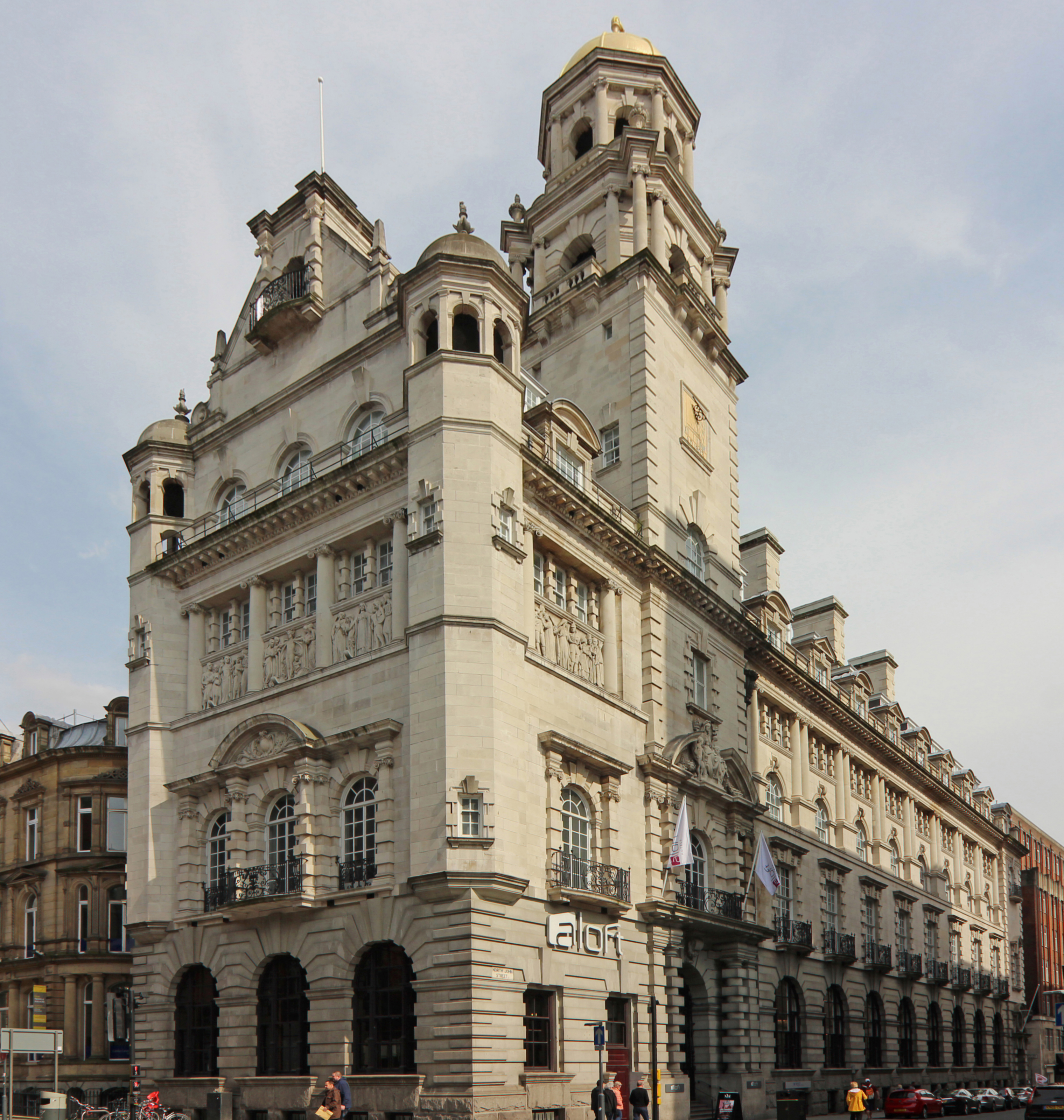
Marriott Aloft, Liverpool

Comenzó originalmente en Norteamérica. Según el website de Aloft, en Estados Unidos, hay actualmente localizaciones en 27 Estados. actualmente cuentan con sitios web en Australia, Bélgica, Canadá, China, Colombia, Costa Rica, Inglaterra, Alemania, India, Malasia, México, Panamá, Paraguay, Arabia Saudita, Corea del Sur, Taiwán, Tailandia, Turquía, Emiratos Árabes Unidos, Uruguay y Nepal .
A inicios del 2013, la marca abrió un establecimiento de 482 habitaciones a Kuala Lumpur, Malasia, lo que de hecho el más grande hotel Aloft del mundo.
En septiembre de 2016, Aloft ese centró sobre el mercado saudita con un nuevo hotel cerca del centro de Riad .

## Recepción
Críticos estiman que los hoteles Aloft dan una sensación de "cookie cutter".